# Bibiana Aído
Bibiana Aído Almagro, née le 2 février 1977 à Alcalá de los Gazules, est une femme politique espagnole membre du Parti socialiste ouvrier espagnol (PSOE).
Élue en mars 2008 députée au Parlement d'Andalousie, elle est désignée en avril suivant pour le nouveau poste de ministre de l'Égalité d'Espagne. À seulement 31 ans, elle est la plus jeune ministre de l'histoire du pays.
Elle mène à bien la réforme de la loi sur l'interruption volontaire de grossesse entre 2009 et 2010. Son département ministériel est transformé en secrétariat d'État en octobre 2010. Elle démissionne en juillet 2011 pour intégrer l'ONU Femmes.

## Éléments personnels

### Jeunesse et débuts en politique
Elle obtient en 1999 une licence en direction et administration des entreprises. Au cours de son cursus, elle a profité d'un programme d'échanges internationaux et a réalisé une partie de ses études à l'université de Northumbria à Newcastle upon Tyne.
Elle postule aux élections municipales à Cadix lors des élections municipales du 13 juin 1999 mais échoue à se faire élire. Pour les élections autonomiques du 12 mars 2000, elle est investie en septième position sur la liste dans la circonscription électorale de Cadix, mais le PSOE y obtient seulement six sièges de député.

### Parcours professionnel
Employée de l'Observatoire des entrepreneurs de l'université de Cadix à partir d'avril 2002, elle rejoint les effectifs de la fonction publique en juillet 2006. Elle est en effet nommée déléguée du département de la Culture dans la province de Cadix et directrice de l'Agence autonomique de développement du flamenco.

### Une ministre de31 ans
Dans la perspective des élections autonomiques du 9 mars 2008, elle est investie en deuxième position dans la circonscription de Cadix, juste derrière le président de la Junte Manuel Chaves et devant son bras droit, Luis Pizarro. Au cours du scrutin, elle est élue députée au Parlement d'Andalousie mais n'exercera jamais ce mandat.
Le 14 avril, Bibiana Aído est nommée à 31 ans ministre de l'Égalité dans le second gouvernement minoritaire du président du gouvernement socialiste José Luis Rodríguez Zapatero. Plus jeune ministre de l'histoire espagnole, elle est également la première personne née après la mort de Francisco Franco à faire partie de l'exécutif.
Elle se trouve au centre d'une polémique qui l'oppose à l'Académie royale espagnole (RAE) dès le 9 juin suivant : lors de son audition devant la commission de l'Égalité du Congrès des députés, elle fait référence à « los miembros y las miembras » de l'institution, alors qu'en espagnol « miembro » est invariable.
Elle intègre la commission exécutive du Parti socialiste ouvrier espagnol d'Andalousie (PSOE-A) comme secrétaire exécutive sans responsabilité à la suite du congrès régional extraordinaire du 12 mars 2010. À propos de l'expulsion d'une lycéenne par son établissement en avril 2010 car elle portait le hijab, la ministre déclare qu'elle « n'aime aucun voile » à l'inverse d'une grande partie du gouvernement, qui préfère éviter le sujet.

#### Réforme de l'avortement
Le 19 mai 2009, en tant que ministre responsable de la réforme de la loi sur l'interruption volontaire de grossesse, elle déclare qu'il est « clair que le fœtus est un être vivant, mais on ne peut parler d'être humain car cela n'a pas de base scientifique ».
Quatre mois plus tard, le 17 septembre, le Conseil d'État approuve à l'unanimité son projet de loi de réforme de l'interruption volontaire de grossesse, qui prévoit la possibilité d'avorter librement à partir de 16 ans et durant les quatorze premières semaines de la grossesse, ce qui permet son examen au Conseil des ministres puis aux Cortes Generales.
Neuf jours plus tard, le « projet de loi organique relatif à la santé sexuelle et reproductive et à l'interruption volontaire de grossesse » est approuvé par le Conseil des ministres afin d'être déposé sur le bureau du Congrès des députés. Il est officiellement reçu le 29 septembre, et transmis à la commission de l'Égalité le 27 octobre afin qu'y soient présentés les différents amendements.
Le 26 novembre, les amendements dits « à la totalité » du texte sont rejetés par 183 voix contre 162 en séance plénière, ce qui permet son examen au fond par la commission de l'Égalité. Deux semaines plus tard, le PSOE trouve un accord avec le Parti nationaliste basque (EAJ-PNV) qui, moyennant l'adoption d'amendements obligeant les mineures de 16 et 17 ans à prévenir au moins un parent ou leur tuteur et autorisant l'objection de conscience, soutiendra le texte. Cet accord est crucial dans la mesure où l'EAJ-PNV détient les 7 voix manquant aux socialistes pour obtenir la majorité absolue. Le texte est approuvé par 184 voix contre 158 en séance plénière par le Congrès des députés le 17 décembre. Le 24 février 2010, le Sénat rejette en séance plénière les propositions de veto formulées par le Parti populaire (PP), l'Union du peuple navarrais (UPN) et de l'Union démocratique de Catalogne (UDC), permettant l'examen des amendements au texte. Ceux-ci sont tous rejetés dans la même journée, ce qui signifie que le texte a été définitivement adopté par les Cortes Generales. Son entrée en vigueur est prévue le 5 juillet 2010, soit quatre mois après le lendemain de sa publication au Bulletin officiel de l'État (BOE).

### Secrétaire d'État, puis conseillère à l'ONU
Son ministère est supprimé le 20 octobre 2010, lors d'un ample remaniement ministériel, ce qui la conduit à quitter le gouvernement. Deux jours plus tard, elle devient secrétaire d'État à l'Égalité au sein du ministère de la Santé, qui récupère les compétences précédemment dévolues à son ministre. Le 25 juin 2011, l'ONU Femmes annonce qu'elle a été recrutée comme conseillère spéciale auprès de la directrice générale de l'institution, Michelle Bachelet, un choix salué par les associations féministes. Elle est officiellement relevée de ses fonctions gouvernementales le 22 juillet, au profit de Laura Seara, jusqu'alors directrice de l'Institut des femmes.

## Distinctions
- Grand-croix de l'ordre de Charles III